# Ove Lestander
Ove Lestander (* 23. Juli 1941) ist ein ehemaliger schwedischer Skilangläufer.
Lestander, der für den Bergnäsets Aik startete, errang beim Wasalauf 1967 den sechsten Platz. Seinen größten internationalen Erfolg hatte er bei den nordischen Skiweltmeisterschaften 1970 in Vysoké Tatry. Dort holte er die Bronzemedaille mit der Staffel.